# Blackwater (przedsiębiorstwo)
Constellis (dawniej Blackwater, Xe oraz Academi) – amerykańska prywatna organizacja wojskowa założona w 1997 r. przez Erika Prince’a i Ala Clarka. Firma jest alternatywnie nazywana firmą najemniczą lub ochroniarską. Siedziba firmy mieściła się oryginalnie w stanie Karolina Północna.
W październiku 2007 Blackwater USA zmieniło nazwę na Blackwater Worldwide, a w 2009 r. po odmowie rządu irackiego na przedłużenie kontraktu na Xe Services LLC. Później firma nosiła nazwę Academi, nawiązującą do Akademii Platona.

## Historia
W latach 90. Erik Prince wydał część swojego dużego spadku na kupno około 6000 akrów (ok. 2430 hektarów) w Great Dismal Swamp, obszaru rozległych bagien na granicy Karoliny Północnej z Wirginią (teraz w większości krajowy rezerwat). Tam stworzył nowoczesny, prywatny obszar treningowy i jego kontraktową organizację – Blackwater. Grupa Blackwater USA została założona w 1997 r. w celu zapewniania wsparcia w treningu dla wojska i firm ochroniarskich.
| Rok   | Kwota zapłaty   |
| ----- | --------------- |
| 2001  | 736 906 $       |
| 2002  | 3 415 884 $     |
| 2003  | 25 395 556 $    |
| 2004  | 48 496 903 $    |
| 2005  | 352 871 817 $   |
| 2006  | 593 601 952 $   |
| Razem | 1 024 519 018 $ |

W sumie agencja zarobiła ponad 1 miliard dolarów z rządowych kontraktów.
Blackwater jest prywatną, zamkniętą grupą i nie publikuje wielu informacji o wewnętrznych sprawach. Właścicielem i założycielem agencji jest Erik Prince, dawny członek Navy SEAL. Erik uczęszczał na Akademię Morską, jest absolwentem Hillsdale College. Był także stażystą w Białym Domu za kadencji prezydenta George’a H.W. Busha. Prince wspiera finansowo Partię Republikańską i jej kandydatów.

## Nazwa i logo
Nazwa „Blackwater Worldwide” pochodziła od koloru czarnej, torfowej wody na moczarach. W październiku 2007 firma Blackwater USA rozpoczęła proces zmiany nazwy na Blackwater Worldwide i odsłonięcia nowego logo.

## Struktura organizacyjna
Blackwater składa się z dziewięciu filii:

### Blackwater Training Center
Blackwater Training Center oferuje szkolenie taktyczne i trening z bronią dla wojska, rządu i firm ochroniarskich. Blackwater Training Center prowadzi także kilka otwartych kursów trwających okresowo przez cały rok, od walki wręcz, aż do szkolenia snajperskiego. Firma oferuje również kursy prowadzenia samochodu w terenie oraz prowadzenia taktycznego.

### Blackwater Target Systems
Ta filia zajmuje się produkcją różnego rodzaju tarcz strzeleckich.

### Blackwater Security Consulting
Blackwater Security Consulting (BSC) zostało utworzone w 2001 r. Siedziba znajduje się w Moyock w Karolinie Północnej. BSC jest jedną z ponad 177 prywatnych firm ochroniarskich, zatrudnionych podczas stabilizacji Iraku do pilnowania urzędników i obiektów, trenowania nowej irackiej armii i policji, oraz zapewnienia wsparcia siłom okupacyjnym. Firma była także wynajęta podczas następstw huraganu Katrina przez Departament Bezpieczeństwa Krajowego USA, także przez prywatnych klientów, łącznie z firmami komunikacyjnymi, petrochemicznymi i ubezpieczeniowymi.
Znane wyposażenie BSC:

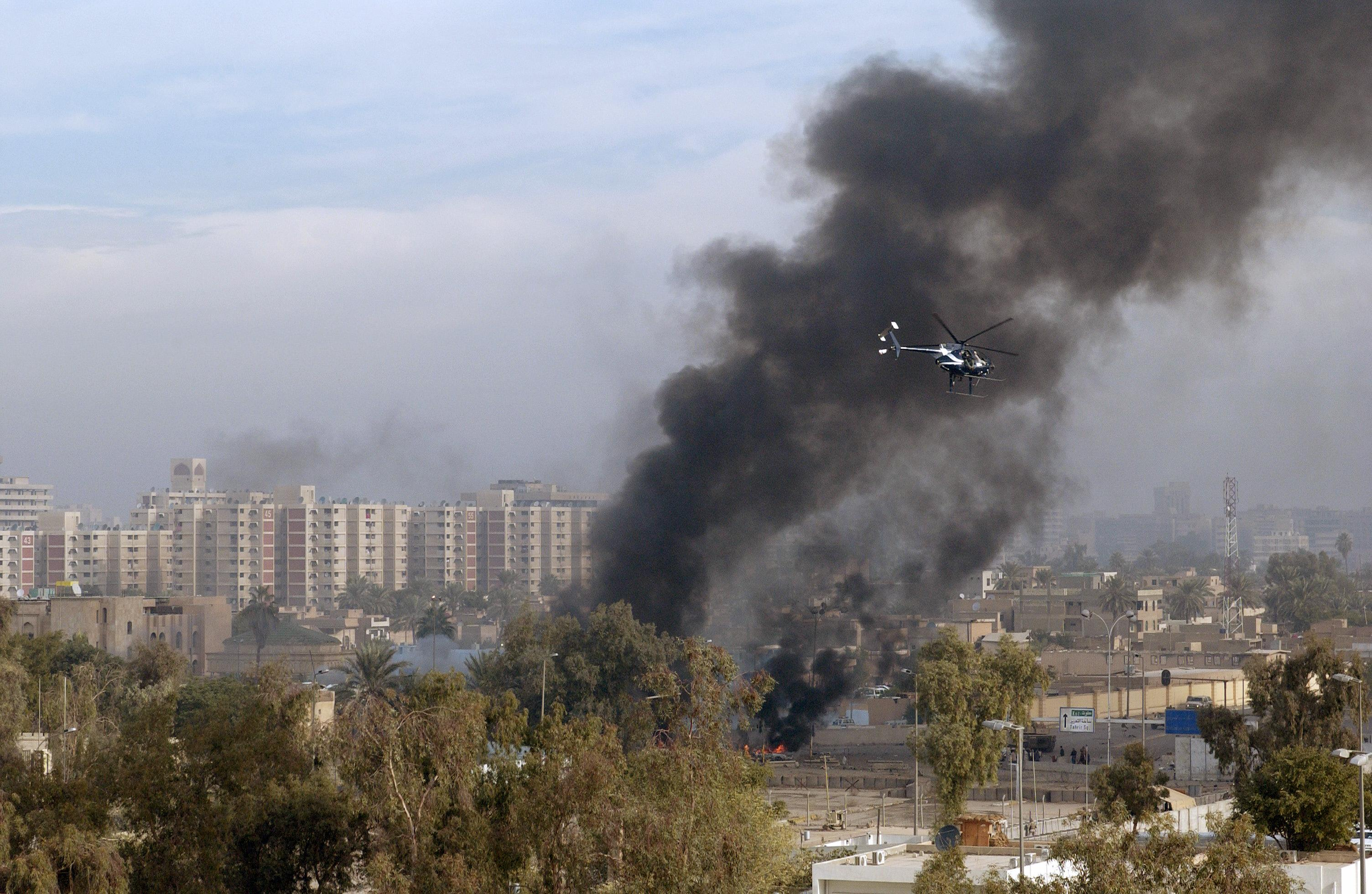
Helikopter MD-530F należący do firmy nad Bagdadem

- Hughes MH-6 „Little Bird” – lekki śmigłowiec, używany w drużynach szybkiego reagowania
- Sikorsky S-92 – helikoptery znane ze strony Blackwater
- Bell 412 – helikoptery używane w Iraku
- RG-31 Nyala – transportery opancerzone. Zakupione od Brytyjskiej Armii. Wiadomo, że były używane podczas transportu personelu drogą z Bagdadzkiego lotniska.
- Cougar H[10]
- Embraer EMB 314 Super Tucano – firma jest w trakcie zakupu jednego z tych samolotów, żeby trenować pilotów w USA[11]

### Blackwater K-9
Zajmuje się trenowaniem psów do pracy w patrolach, wykrywania ładunków wybuchowych i narkotyków i wielu innych przydatnych umiejętności używanych w wojsku i agencjach ochrony.

### Blackwater Airships, LLC
Blackwater Airships LLC zostało założone w styczniu 2006 r. w celu produkcji zdalnie sterowanych sterowców (RPAV).

### Blackwater Armored Vehicle
Blackwater stworzyło nowy transporter opancerzony o nazwie Grizzly APC.

### Blackwater Maritime Solutions
Blackwater Maritime Security Services oferuje trening taktyczny dla jednostek marynarki wojennej. W przeszłości trenowali greckie siły bezpieczeństwa na Igrzyska Olimpijskie 2004, azerskich komandosów i Ministerstwo Służb Wewnętrznych Afganistanu. Obiekt szkoleniowy zawiera sztuczne jezioro, na którym marynarze ćwiczą przeprowadzanie desantu wybrzeża. Blackwater przyjęło kontrakt, w którym zobowiązało się szkolić marynarzy Marynarki Stanów Zjednoczonych, żeby nie dopuścić do zdarzenia, które miało miejsce u wybrzeży Jemenu, na okręcie USS „Cole” w 2000 r.
Amerykańscy marynarze zostali wtedy zaatakowani przez bojówkarzy z Al-Kaidy. Zginęło 17 marynarzy a 39 zostało rannych.

### Raven Development Group
Raven Development Group zostało stworzone w 1999, żeby zaprojektować i zbudować obiekt treningowy w Karolinie Północnej.

### Aviation Worldwide Services (Presidential Airways and STI Aviation)

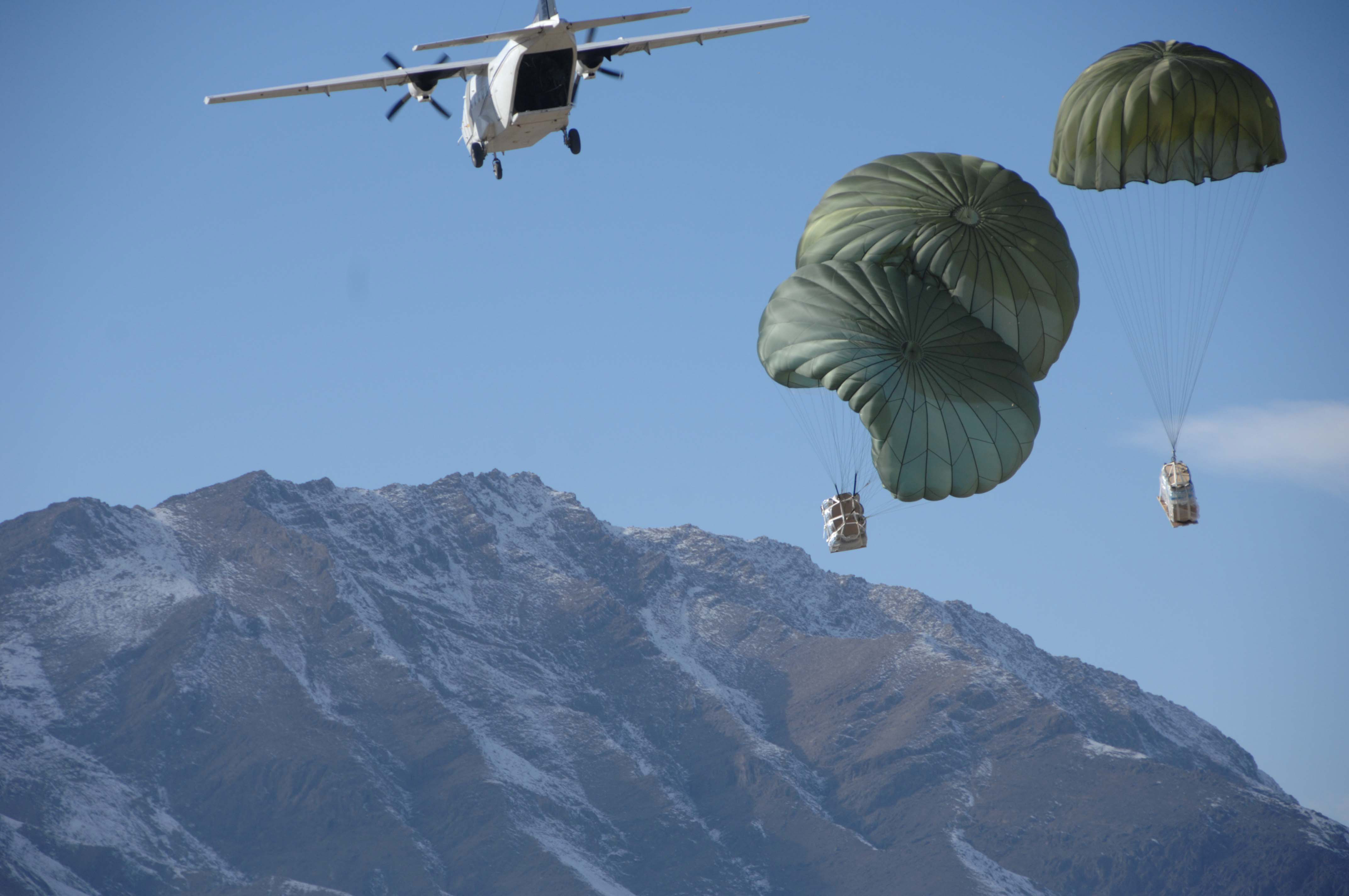
Samolot CASA C-212 należący do firmy w trakcie zrzucania zaopatrzenia dla armii USA

Firma zajmuje się odnawianiem, przeglądem, remontem, czyszczeniem, modyfikacjami samolotów, awionetek i helikopterów. Świadczy swoje usługi firmom prywatnym oraz rządowi. Zajmuje się także transportem i wsparciem wojska np. przez wypożyczanie samolotu do ćwiczeń spadochronowych. Firma posiada samolot CASA C-212.

### Greystone Limited
Greystone to prywatna firma ochroniarska. Jest zarejestrowana na Barbados. Zajmuje się pracą ochroniarską, pomocą w katastrofach i klęskach żywiołowych, logistyką, treningiem i innymi działaniami na różną skalę.

## Obszary treningowe
Główny obszar treningowy Blackwater jest zlokalizowany na 28 km², w północno-wschodniej Karolinie Północnej. Składa się z kilku oddzielnych, różnorodnych obszarów treningowych, w pomieszczeniach, na zewnątrz, reprodukcji miasta, sztucznego jeziora, i toru jazdy. W listopadzie 2006 r. Blackwater USA ogłosił, że świeżo nabyty 30-hektarowy obszar położony 240 km na zachód od Chicago, w Mount Carroll, Illinois, zostanie nazwany Blackwater North. Obiekt został tam usytuowany, aby służył agencjom ochrony na całym środkowym zachodzie kraju. Firma próbuje także otworzyć 824 akrowy (333 hektary) obiekt treningowy trzy mile na północ od Potrero, małego miasta we wschodniej, wiejskiej części hrabstwa San Diego, w Kalifornii, zlokalizowany 45 mil na wschód od San Diego, dla wojska i służb ochrony. Otwarcie napotkało sprzeciwy okolicznych mieszkańców, mieszkańców pobliskiego San Diego, lokalnego kongresmena Boba Filnera i środowiska antywojennego. Sprzeciw dotyczył bliskości narodowego lasu Cleveland obok obszaru oraz potencjalnej głośności. Był to także sprzeciw wobec działań Blackwater w Iraku.
W odpowiedzi, Brian Bonfiglio, menedżer Blackwater West, powiedział: „Nie będzie treningu z ładunkami wybuchowymi i amunicją smugową”. W październiku 2007, kiedy ogień rozprzestrzeniał się przez obszar, Blackwater dostarczyło co najmniej trzy dostawy jedzenia, wody, produktów higieny i generator na paliwo do 300 posiadłości obok proponowanego obszaru treningowego. Setki ludzi było tam uwięzionych wiele dni bez zaopatrzenia. Przedsiębiorstwo zorganizowało również „miasto namiotowe” dla ewakuowanych.

## Wybrane wydarzenia
31 marca 2004 roku na ulicach Al Falludży w Iraku, rebelianci zaatakowali dwa jeepy firmy ochroniarskiej przewożące jedzenie dla firmy ESS. Zginęło 4 pracowników, a ich ciała zostały podpalone i powieszone na moście nad Eufratem.
5 czerwca 2004 roku w drodze na lotnisko zginęło 4 pracowników firmy – w tym dwóch byłych żołnierzy GROM-u oraz dwóch Amerykanów. Zostali zaatakowani i ostrzelani przez grupę rebeliantów.
16 września 2007 roku pracownicy firmy na placu Nisur w Bagdadzie zastrzelili 17 Irakijczyków. W toczącym się śledztwie FBI ustaliło, że śmierć tylko 3 z 17 zabitych osób była uzasadniona.
3 października 2007 roku helikopter MD-530F firmy Blackwater ewakuował polskiego ambasadora Edwarda Pietrzyka po ataku rebeliantów w Iraku.

## Nawiązania w kulturze popularnej
- Shadow Company – w grze Call of Duty stworzonej przez Activision, firma najemnicza wzorowana na nazwie Blackwater.
- Merryweather Security – w grze GTA V, stworzonej przez Rockstar, firma najemnicza wzorowana na nazwie Blackwater.
- Murkywater – w grze Payday 2 istnieje prywatna firma wojskowa, o nazwie nawiązującej do Blackwater.